# George Kallis (Komponist)
George Kallis (griechisch Γιώργος Καλλής; * 29. November 1974 in Nikosia) ist ein zypriotischer Komponist.

## Leben
George Kallis wuchs auf der Insel Zypern auf. Während seiner Jugend erlernte er Violin und Piano. Er gewann mehrere Musikwettbewerbe und erhielt mit Hilfe eines Stipendiums erfolgreich ein Bachelorstudium am renommierten Berklee College of Music zu absolvieren. Anschließend absolvierte er ein Masterstudium am ebenfalls renommierten Royal College of Music in London.
Nachdem er die Musik für einige Kurzfilme komponierte, debütierte Kallis 2006 mit seiner Musik für den von Reg Traviss inszenierten Kriegsdrama Der Feind im Inneren – Joy Division mit einem Langspielfilm. Seitdem war er für Musik von über 50 Film- und Fernsehproduktionen aus unterschiedlichen Ländern verantwortlich, darunter aus England, Indien, Nigeria, Russland und den USA.
Für den zypriotischen Beitrag zum Eurovision Song Contest 1999 komponierte Kallis 1999 den Song Tha’ne erotas (Original: Θα 'ναι έρωτας) für die griechische Sängerin Marlain Angelidou. Im Finale wurde das Lied auf mit nur zwei Punkten auf 22. und somit den vorletzten Platz gewählt.
Kallis ist verheiratet und lebte bis 2012 in London. Seitdem lebt und arbeitet er in Los Angeles.

## Filmografie (Auswahl)
- 2006: Der Feind im Inneren – Joy Division (Joy Division)
- 2007: Highlander – Die Quelle der Unsterblichkeit (Highlander – The Source)
- 2014–2015: Heartless (Fernsehserien, 8 Folgen)
- 2015: Operator – Wettlauf gegen die Zeit (Operator)
- 2016: 93 Days
- 2016: Albion: Der verzauberte Hengst (Albion: The Enchanted Stallion)
- 2017: The Black Prince
- 2018: Behind the Walls
- 2019: Cliffs of Freedom
- 2019: Gutterbee
- 2022: After Ever Happy
- 2025: Marked Men: Rule + Shaw